# مارسلو بوزا
مارسلو بوزا (انگلیسی: Marcelo Bauza؛ زادهٔ ۲۶ مهٔ ۱۹۶۵) بازیکن فوتبال اهل آرژانتین است.
از باشگاه‌هایی که در آن بازی کرده‌است می‌توان به باشگاه فوتبال بلومینگ اشاره کرد.